# Championnats de France de patinage artistique 2010
Navigation
Championnats de France 2009 Championnats de France 2011
Les championnats de France de patinage artistique 2010 ont eu lieu du 17 au 20 décembre 2009 au Palais omnisports Marseille Grand Est de Marseille. Ce palais de la glisse a tout juste été inauguré le 11 décembre 2009, en présence du ministre de la santé et des sports Roselyne Bachelot, du maire de Marseille Jean-Claude Gaudin et du président de la FFSG Didier Gailhaguet.
Les championnats accueillent 5 épreuves: simple messieurs, simple dames, couple, danse sur glace et patinage synchronisé.

## Faits marquants
- Brian Joubert est absent à ces championnats de France. Le 25 novembre 2009, il s'ouvre le pied droit avec la lame du patin gauche lors d'une tentative de triple lutz, alors qu'il s'entraîne sur la patinoire de Poitiers. Cet accident nécessite une intervention chirurgicale dès le lendemain. Il doit se résigner à déclarer forfait pour la finale du Grand Prix ISU de début décembre à Tokyo, ainsi que pour ces championnats de France. C'est la seconde année consécutive où il est absent des championnats nationaux.

- Kim Lucine, toujours blessé, est forfait pour la seconde année consécutive. Il ne patinera plus pour les championnats de France car dès la saison suivante 2010/2011, il représentera la principauté de Monaco.

- Isabelle Delobel & Olivier Schoenfelder sont absents pour la seconde année consécutive. À la suite de la blessure à l'épaule d'Isabelle en décembre 2008 qui a obligé le couple à déclarer forfait à toutes les compétitions restantes de la saison 2008/2009, la patineuse est tombée enceinte et a accouché le 1er octobre 2009. Ne se sentant pas encore prêt physiquement pour ces championnats, le couple a déclaré forfait.

- Nathalie Péchalat & Fabian Bourzat sont également absents de ces championnats nationaux. Fabian souffrant depuis quelque temps du genou, le couple préfère faire l'impasse sur cette compétition pour se reposer même s'ils sont champions de France en titre. Ils sont en effet déjà qualifiés pour les jeux olympiques d'hiver à Vancouver.

- La triple championne de France Candice Didier est absente de ces championnats car elle a contracté la grippe A (H1N1) juste avant ceux-ci.

- Pour la première fois, seuls les patineurs et les patineuses des catégories individuelles ayant été parmi les douze premiers à l'issue du programme court peuvent patiner leur programme libre.

- C'est la première fois que Marseille et la Provence accueillent les championnats de France de patinage artistique.

- Les danseurs sur glace Pernelle Carron & Matthieu Jost qui patinaient ensemble depuis quatre saisons, se sont séparés et patinent à ces championnats avec leurs nouveaux partenaires respectifs: Lloyd Jones et Olga Orlova.

- Pour la deuxième année consécutive, il n'y a pas d'épreuve de danse imposée pour la compétition de danse sur glace.

## Podiums
| Épreuves                                 | Or                              | Argent                          | Bronze                              |
| Messieurs résultats détaillés            | Florent Amodio                  | Yannick Ponsero                 | Alban Préaubert                     |
| Dames résultats détaillés                | Léna Marrocco                   | Maé-Bérénice Meité              | Gwendoline Didier                   |
| Couples résultats détaillés              | Vanessa James / Yannick Bonheur | Adeline Canac / Maximin Coia    | Mélodie Chataigner / Medhi Bouzzine |
| Danse sur glace résultats détaillés      | Pernelle Carron / Lloyd Jones   | Zoé Blanc / Pierre-Loup Bouquet | Olga Orlova / Matthieu Jost         |
| Patinage synchronisé résultats détaillés | Les Atlantides                  | Les Zoulous                     | Les Alouettes                       |

## Détails des compétitions

### Messieurs
| Rang                                        | Nom                      | Points | Prog. court | Prog. libre |
| ------------------------------------------- | ------------------------ | ------ | ----------- | ----------- |
| 1                                           | Florent Amodio           | 237.69 | 2           | 1           |
| 2                                           | Yannick Ponsero          | 230.65 | 1           | 2           |
| 3                                           | Alban Préaubert          | 220.84 | 3           | 3           |
| 4                                           | Morgan Ciprès            | 174.37 | 4           | 5           |
| 5                                           | Chafik Besseghier        | 173.00 | 8           | 4           |
| 6                                           | Thomas Sosniak           | 156.17 | 7           | 6           |
| 7                                           | Romain Ponsart           | 155.06 | 5           | 7           |
| 8                                           | Mark Vaillant            | 152.40 | 6           | 8           |
| 9                                           | Paul-Emmanuel Richardeau | 141.46 | 12          | 9           |
| 10                                          | Tanguy Lepage            | 139.85 | 10          | 10          |
| 11                                          | Aurélien Robert          | 129.94 | 9           | 12          |
| 12                                          | Florian Lejeune          | 129.02 | 11          | 11          |
| Patineurs éliminés après le programme court |                          |        |             |             |
| 13                                          | Jordan Bergougnoux       | 44.11  | 13          |             |
| 14                                          | Benjamin Siao Him Fa     | 42.23  | 14          |             |
| 15                                          | Lionel Hertz             | 41.18  | 15          |             |
| 16                                          | Dimitris Christodoulides | 37.63  | 16          |             |
| 17                                          | Gaylord Lavoisier        | 37.26  | 17          |             |
| Forfait                                     | Brian Joubert            |        |             |             |
| Forfait                                     | Kim Lucine               |        |             |             |

### Dames
| Rang                                          | Nom                     | Points | Prog. court | Prog. libre |
| --------------------------------------------- | ----------------------- | ------ | ----------- | ----------- |
| 1                                             | Léna Marrocco           | 144.79 | 1           | 1           |
| 2                                             | Maé-Bérénice Meité      | 139.56 | 4           | 2           |
| 3                                             | Gwendoline Didier       | 137.99 | 3           | 3           |
| 4                                             | Yrétha Silété           | 128.25 | 2           | 4           |
| 5                                             | Sandra Sitbon           | 110.56 | 5           | 6           |
| 6                                             | Anaïs Ventard           | 108.06 | 8           | 5           |
| 7                                             | Emilie Simon            | 106.18 | 6           | 10          |
| 8                                             | Vincianne Fortin        | 103.99 | 7           | 9           |
| 9                                             | Johanne Grognet         | 101.12 | 9           | 11          |
| 10                                            | Laurine Lecavelier      | 98.84  | 11          | 7           |
| 11                                            | Coralie Grognet         | 96.92  | 12          | 8           |
| 12                                            | Camille Mendoza         | 84.50  | 10          | 12          |
| Patineuses éliminées après le programme court |                         |        |             |             |
| 13                                            | Lénaëlle Gilleron-Gorry | 31.14  | 13          |             |
| 14                                            | Laurianne Cirilli       | 30.86  | 14          |             |
| 15                                            | Cyrielle Piquiot        | 30.19  | 15          |             |
| 16                                            | Bahia Taleb             | 29.74  | 16          |             |
| 17                                            | Cécilia Baquerin        | 27.83  | 17          |             |
| 18                                            | Camille Cadet           | 24.73  | 18          |             |
| Forfait                                       | Candice Didier          |        |             |             |

### Couples
| Rang | Nom                                 | Points | Prog. court | Prog. libre |
| ---- | ----------------------------------- | ------ | ----------- | ----------- |
| 1    | Vanessa James / Yannick Bonheur     | 151.44 | 2           | 1           |
| 2    | Adeline Canac / Maximin Coia        | 147.75 | 1           | 2           |
| 3    | Mélodie Chataigner / Medhi Bouzzine | 105.41 | 3           | 3           |

### Danse sur glace
| Rang    | Nom                                     | Points | Danse originale | Danse libre |
| ------- | --------------------------------------- | ------ | --------------- | ----------- |
| 1       | Pernelle Carron / Lloyd Jones           | 126.92 | 1               | 2           |
| 2       | Zoé Blanc / Pierre-Loup Bouquet         | 125.91 | 2               | 1           |
| 3       | Olga Orlova / Matthieu Jost             | 119.57 | 3               | 3           |
| 4       | Chloé Ibanez / Marien De La Asuncion    | 97.53  | 4               | 4           |
| 5       | Charlène Denize / Quentin Langlois      | 91.34  | 6               | 5           |
| Abandon | Harmonie Lafont / Stanislas Etzol       |        | 5               |             |
| Forfait | Isabelle Delobel / Olivier Schoenfelder |        |                 |             |
| Forfait | Nathalie Péchalat / Fabian Bourzat      |        |                 |             |

### Patinage synchronisé
| Rang | Nom            | Points | Prog. court | Prog. libre |
| ---- | -------------- | ------ | ----------- | ----------- |
| 1    | Les Atlantides | 141.87 | 1           | 1           |
| 2    | Les Zoulous    | 109.24 | 2           | 2           |
| 3    | Les Alouettes  | 77.55  | 3           | 3           |

### Sources
- Résultats des championnats de France 2010 sur le site csndg.org
- Patinage Magazine, n°121 (février-mars 2010)